# Michèle Pierre-Louis
Michèle Duvivier Pierre-Louis, née le 5 octobre 1947 à Jérémie (Haïti), est une femme d'État haïtienne.

## Biographie
Elle a été mariée à Édouard Pierre-Louis, avec qui elle a un enfant. 
Michèle Duvivier commence sa carrière professionnelle à la banque Nova Scotia. En 1979, elle devient assistante-directrice de l'aéroport international de Port-au-Prince. 

### Études et carrière professionnelle
À 18 ans, Michèle Duvivier Pierre-Louis termine ses études classiques au centre d'études secondaires de Port-au-Prince, année académique 1965-1966.
Diplômée en économie à l'université Queens College et directrice de recherches à l'Institut culturel Karl Levêque de 1989 à 1991, elle est détentrice d'un doctorat honoris causa en sciences humaines[Où ?]. Elle a publié plusieurs ouvrages comme La quête de l'ailleurs parue chez Chemins critiques, Le refus de l'oubli et Quelques reflexions sur l'éducation populaire : La république haïtienne, état des lieux et perspectives.

### Carrière politique
Après avoir été brièvement ministre de la Justice, elle devient Première ministre le 5 septembre 2008, et est ainsi la deuxième femme à accéder à ce poste après Claudette Werleigh, entre 1995 et 1996. Elle succède à Jacques-Édouard Alexis, destitué par le Sénat de la République à la suite des « émeutes de la faim » du 8 avril 2008. Nommée le 23 juin par le président René Préval, elle obtient la confiance de l'Assemblée le 17 juillet, celle du Sénat le 31 juillet et prend ses fonctions le 5 septembre. Elle est renversée par le Sénat le 30 octobre 2009 (18 voix contre 10 et 1 abstention).
Elle est la fondatrice et présidente de la fondation FOKAL (Fondasyon Konesans ak Libète en haïtien).